# John Ratcliffe (Gouverneur)
John Ratcliffe (auch bekannt als John Sicklemore; † 1610 in der Colony of Virginia) war ein britisch-amerikanischer Siedler und Gouverneur der Colony of Virginia.

## Leben
Über Ratcliffe ist in der Forschung nur wenig bekannt. Er ist wohl als John Sicklemore geboren worden, weshalb er seinen Namen später umänderte, ist unbekannt.
Als talentierter und erfahrener Seemann wurde er von der Virginia Company of London ausgewählt, 1607 als Kapitän der Discovery Siedler in die Neue Welt zu begleiten. Dort gründeten sie die Siedlung Jamestown, zu deren Regierungsrat er angehörte. In fortgesetzten Kämpfen mit den Indianern der Powhatan-Konföderation und durch Krankheiten und Mangelernährung starben viele der Kolonisten. Die Unzufriedenheit über diese schlechten Lebensbedingungen führte zum Sturz des ersten Gouverneurs Edward Maria Wingfield, dessen Nachfolger Ratcliffe wurde. Zwar überlebte die Kolonie unter seiner Führung ihren ersten Winter, doch wurde er im Folgejahr ebenfalls abgesetzt. Ob seine Amtszeit auslief oder ob eine Meuterei stattfand, ist unklar. Sein Nachfolger John Smith riet seinen Vorgesetzten in London, seine Rückkehr nicht zuzulassen. Dennoch war er im August 1609 erneut in der Kolonie. Er verstarb 1610 während des ersten Englischen Powhatankrieges.
Es ist möglich, dass er der Mann der Kolonistin Dorothy Ratcliffe war.
In den Disney-Filmen Pocahontas und Pocahontas 2 – Die Reise in eine neue Welt dient Ratcliffe als historisches Vorbild für den gleichnamigen Antagonisten.